# Austrália nos Jogos Olímpicos de Verão de 1896
Austrália participou dos Jogos Olímpicos de Verão de 1896, em Atenas, na Grécia.
Um atleta de Victoria, colônia britânica, que mais tarde faria parte da Austrália, competiu nos Jogos Olímpicos de Verão de 1896 em Atenas, Grécia. Edwin Flack nasceu na Inglaterra e foi residente em Londres, em 1896, mas passou a maior parte de sua vida na Austrália e por isso é considerado um atleta australiano pelo Comitê Olímpico Internacional.
A bandeira da União foi usada como bandeira para as colónias australianas, bem como na Grã-Bretanha e da Irlanda, nos Jogos Olímpicos de Verão de 1896.
Flack foi o único concorrente de uma colónia australiana. Ele participou de cinco eventos, conquistando medalhas em três. A medalha de bronze no tênis, porém, era parte de uma equipe mista e, portanto, não é contado para a Austrália.